# Izolator ciepła
Izolator termiczny, termoizolator – substancja, materiał albo produkt o małej przewodności cieplnej. Dla materiałów budowlanych pracujących w temperaturach mniejszych od 100 °C za izolatory uznaje się materiały o przewodności cieplnej mniejszej od {\displaystyle 0{,}1\ \mathrm {\tfrac {W}{m\cdot K}} .} W technice wysokich temperatur nawet do {\displaystyle 10\ \mathrm {\tfrac {W}{m\cdot K}} .}
Dobrymi izolatorami ciepła są wełna celulozowa, styropian, wełna mineralna, cienka warstwa suchego powietrza, wata szklana, próżnia, szkło, plastiki, słoma, futro, śnieg.
Z materiałów litych za izolatory ciepła uznaje się także drewno.